# Maaza Mengiste
Maaza Mengiste, född 1971 i Addis Abeba, är en etiopisk-amerikansk författare och essäist. Hon har vuxit upp utomlands och bor numera i USA. Hennes roman The Shadow King (svenska: Skuggkungen) nominerades till Bookerpriset.

## Biografi
1974 störtades kejsar Haile Selassie av en militärjunta. Bland offren för revolutionen fanns tre av Mengistes morbröder. Familjen tvingades på flykt när hon var fyra år gammal, och hon växte upp i Lagos i Nigeria, Nairobi i Kenya och i USA.
Hon har en examen i litterär gestaltning från New York University, bor i dag i New York och undervisar i samma ämne både där och vid Princeton University. Hon ses som en av de många begåvade unga rösterna som skildrar den afrikanska kontinenten och har nominerats till Pushcart Prize samt utsetts till ”New Literary Idol” av New York Magazine.

### Skrivande
Mengistes författarskap kretsar kring krig och dessas effekter på människor.
I debutromanen Beneath the Lion's Gaze (svenska: Under lejonets blick) startar handlingen den kväll den brutala etiopiska revolutionen utbryter 1974. Romanen berättar om en läkarfamilj i Addis Abeba vars liv förändras radikalt av revolutionen. Det är en skildring av hur långt människor är beredda att gå för att nå sin frihet och om de mänskliga tragedier som följer på ett inbördeskrig, och en gripande familjehistoria om hur känslor blir förvridna av en brutal regim. Romanen fick goda recensioner i tidningar som The New Yorker, USA Today och New York, och kom 2010 ut på svenska på Forum bokförlag och i översättning av Ylva Spångberg. 
Hennes roman Skuggkungen, som utkom 2020, nominerades till Bookerpriset. I den historien tar hon läsarna bakåt i tiden, till 1935 års italienska invasion av Etiopien. Hon presenterar kvinnors motstånd mot invasionen och det efterföljande kriget, inklusive som soldater. Boken är baserad på omfattande undersökningar av arkiv och litteraturen i ämnet, liksom av släktmedlemmar som verkade som soldater.

### Övriga aktiviteter
2020 var hon redaktör för den afrikanska litterära antologin Addis Ababa Noir.
Maaza Mengiste ingår i redaktionsrådet för webbtidningen Warscapes. Hon har även arbetat med immigrantbarns rättigheter och filmproduktioner omkring barns och kvinnors rättigheter.